# اچ‌ام‌اس کریکت (۱۹۱۵)
اچ‌ام‌اس کریکت (۱۹۱۵) (به انگلیسی: HMS Cricket (1915)) یک کشتی بود. این کشتی در سال ۱۹۱۵ ساخته شد.